# Michael Anthony Foster
Michael Anthony Foster (n. 2 iulie 1939, Greensboro, Carolina de Nord, SUA – d. 14 noiembrie 2020) a fost un scriitor american de science-fiction. A petrecut peste șaisprezece ani ca căpitan și lingvist rus în Forțele Aeriene ale Statelor Unite ale Americii.